# وادي بردى
وادي بردى وادٍ شهير في سوريا حيث يمثل خط سير نهر بردى من منبع النهر عند البحيرة في الجبال شمال غرب مدينة دمشق ويسير بين الجبال متعرجاً ناشراً في طريقه الخصب والطبيعة الجميلة وصولا إلى منطقة ربوة دمشق ويسير في وادي بردى خط القطار التاريخي المسمى (قطار المصايف)، وتشكل منطقة وادي بردى أهم منطقة مصايف وسياحة في ريف دمشق حيث يوجد أعرق المصايف الدمشقية مثل ُدمّر والهامة وعين الخضرة وعين الفيجة والعديد من القرى حتى سوق وادي بردى والتكية المشهورةبكثرة المطاعم والأماكن السياحية وغيرها الكثير من مناطق السياحة الواقعة ضمن خط سير الوادي.
يتألف وادي بردى من سلسلة من القرى ابتداء من منطقة التكية وحتى منطقة الهامة في دمشق.
تعتبر بلدة سوق وادي بردى أول قرية في السلسلة وأحد أكبر قرى الوادي من حيث الكثافة السكانية.
ويشتهر أهالي منطقة وادي بردى بالكرم الشديد وحب الضيف.